# Powieszenie, wypatroszenie i poćwiartowanie
Powieszenie, otwarcie wnętrzności i poćwiartowanie (ang. hanged, drawn and quartered) – jedna z form kary śmierci stosowana w Anglii. Orzekana głównie za zdradę stanu.
Charakteryzowała się wyjątkowym okrucieństwem. Ze względu na panujące zasady moralne, by nie wystawiać nagości na widok publiczny, była wykonywana jedynie na mężczyznach. Kobiety winne zdrady były palone na stosie, lub zabijane przez zmiażdżenie, jak stało się w przypadku św. Małgorzaty Clitherow, na której wykonano tę karę, gdy była w ciąży.

## Opis kary
Kara składała się z czterech elementów wykonywanych w następującej kolejności.
1. Ciągnięcie na drewnianej ramie do miejsca wykonania egzekucji,
2. Powieszenie przez krótki czas, tak aby ofiara nie zmarła,
3. Kastracja i wyprucie wnętrzności, które następnie miały zostać spalone na oczach jeszcze żywej ofiary,
4. Ścięcie głowy i poćwiartowanie ciała.

Wykonanie tej kary zostało przedstawione w filmie Braveheart. Waleczne serce Mela Gibsona.

## Ofiary
Do najsłynniejszych ofiar tej formy egzekucji należał William Wallace, a także członkowie  Spisku Prochowego. Była ona stosowana powszechnie w Tyburn w Londynie i w innych miejscach wobec katolików, którzy nie podpisując aktu supremacji, stali się winni zdrady stanu.